# Petra Nordlund
Petra Iréne Nordlund McGahan (f. Nordlund den 27. marts 1969 i Boden, Norrbottens län, Sverige) er en svensk journalist og nyhedsoplæser. Hun er opvokset i Svartbjörsbyn udenfor Boden.

## Karriere
Nordlund gik på journalistuddannelsen ved Journalisthögskolan i Stockholm. Efter at have afsluttet denne vendte hun tilbage til Norrbotten, hvor hun startede på TV4 Norrbotten i Luleå.
I 1996 flyttede hun igen til Stockholm og blev vært på tv-programmet Tipslördag. I efteråret 1997 startede hun på TV4's Nyhetsmorgon og arbejder periodevis som nyhedsoplæser på TV4's nyhedsudsendelser.
Efter godt 20 år hos TV4 forlod hun firmaet for fra august 2018 at blive vært på Brottscentralen på Expressen TV.

### Medvirken
Nordlund har desuden medvirket som deltager i Fångarna på fortet i 1998, Rädda Barnens Bara Barn-gala i 1999 med Martin Timell samt i 2001 med Tilde de Paula Eby, og flere gange i Polarprisgalan.